# Pád Akkonu (1291)
Obléhání Akkonu (Akry) a jeho dobytí v roce 1291 bylo posledním zásadním vojenských střetem v dějinách křížových výprav mezi evropskými křižáky a muslimy. Obránci Akkonu vedení zejména velmistry rytířských řádů a králem Jeruzaléma a Kypru Jindřichem II. podlehli drtivé převaze obléhatelů mamlúckého sultána Kálila. Po jeho pádu nadvláda křesťanů ve Svaté zemi definitivně skončila.
Křižáci ztratili svou poslední důležitou baštu v Levantě a Jeruzalémské království zaniklo. Přestože některé hrady na pobřeží zůstaly v rukou křižáků i poté a boje trvaly ještě několik století, dobytí Akry znamenalo také konec křížových výprav do Svaté země. Z levantských křižáckých státečků zbyly už jen Kilikijská Arménie a Kyperské království, kam také většina zbylých křižáků uprchla nebo tudy prošla na své cestě do Evropy.

## Historie

### Předchozí události

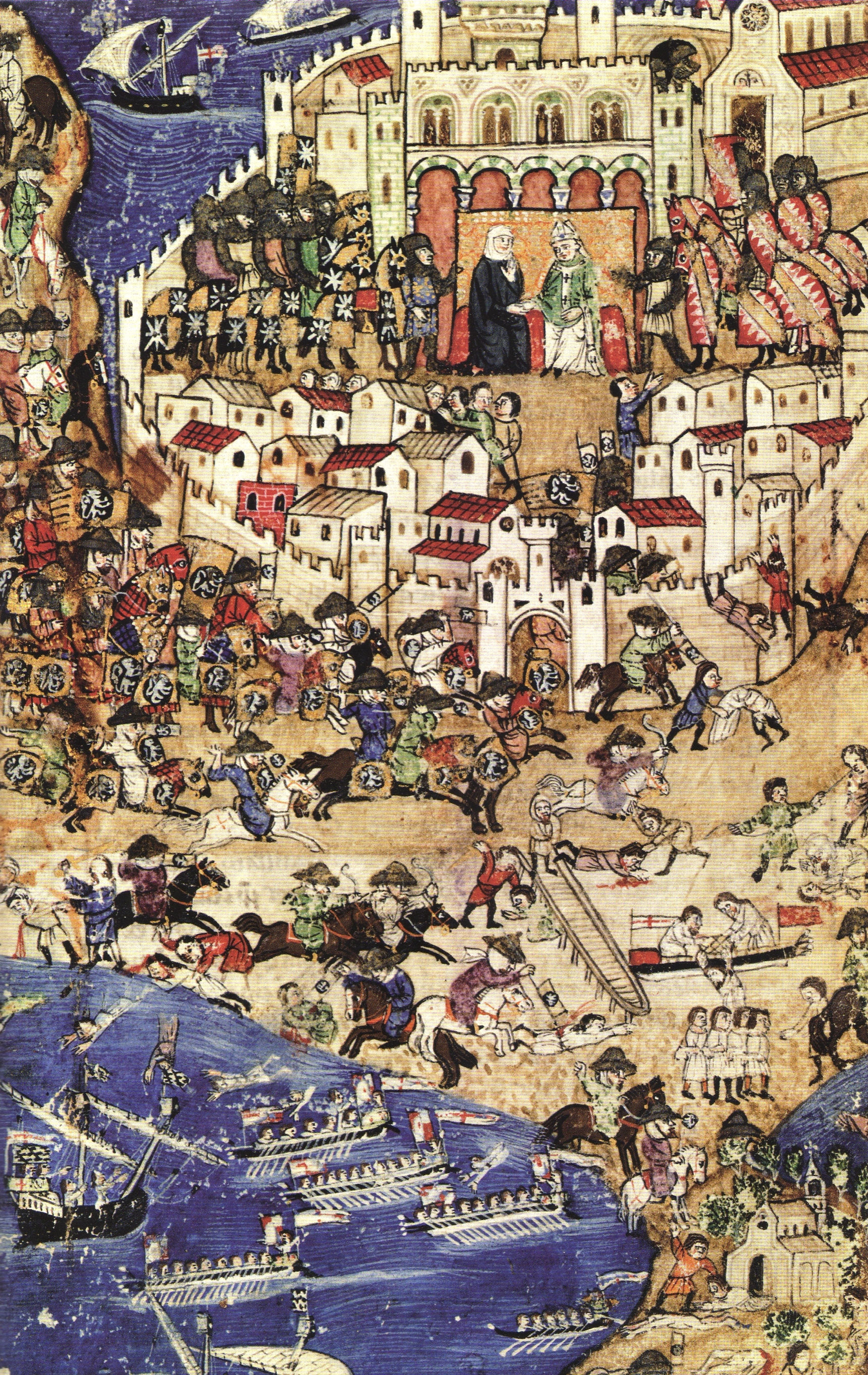
Pád Tripolisu

Opevněné město Acre (Akkon) bylo posledním ve Svaté zemi, které spočívalo v křižáckým rukou. O dva roky dříve (1289) připravil mamlúcký sultán Kalavún křižáky o Tripolis. Ještě dříve roku 1268 sultán Bajbars dobyl Antiochii a předtím 1265 Caesareu, Haifu a Arsuf, které náležely Jeruzalému, dokázal odrazit i Mongoly a, co je nejdůležitější, sjednotil Egypt a Sýrii do jednoho mocného státu. Opěrné strategické body křesťanů tedy rychle ubývaly. V letech 1271–1272 proběhla již v pořadí devátá křížová výprava, která skončila dalším nezdarem. Málokdo si dovedl připustit, že by mohla být také výpravou poslední. Proti sjednocenému Blízkému východu a bez evropské pomoci neměli křižáci z dlouhodobé perspektivy žádnou šanci. Hned po ztrátě Tripolisu obeslal králův senešal Jan z Grailly evropské panovníky a papeže Mikuláše IV. varovnými dopisy, že situace v Levantě začíná být kritická, avšak králové neuposlechli ani na výzvy papeže. Král Eduard I. byl teď plně zaměstnán vlastními problémy v domovské Anglii. U Francie a Aragonu bylo, jak se zdá, dění ve Svaté zemi zcela zastíněno Sicilskými nešporami.

### Situace před bitvou

Mapa Akkonu roku 1291 s vyznačenými pozicemi templářů, johanitů a německých rytířů

Volání akkonských o pomoc se nesetkaly s téměř žádnou odezvou. Jediná hodnotná pomoc, která Akkonu přišla zvenčí, byla ta pozdější z Kypru vedená králem. Akru opustil také jediný významný zahraniční kontingent Janovanů, kteří uzavřeli s Kálilem vlastní dohodu. Přítomno bylo jen něco málo anglických rytířů, k nimž náležel Ota z Grandsonu původem ze Savojska. Velmistr německého řádu Burkhard ze Schwandenu náhle rezignoval a odcestoval do Evropy, na jeho místo nastoupil Konrád z Feuchtwangenu. V očekávání blížící se pohromy bylo mnoho žen a dětí již v březnu evakuováno na bezpečný Kypr. Město bylo chráněno vnitřní a vnější zdí s celkem dvanácti obrannými věžemi, které byly vybudovány zejména díky příspěvkům od evropských králů a bohatých poutníků.

### Obléhání Akkonu
Mamlúcký sultán Al-Ašraf Kálil dorazil k hradbám Akry s mohutnou egyptskou armádou 6. dubna 1291, přičemž syrské kontigenty vedené Ladžinem dorazily o dva dny později. Na místě nechal zbudovat tábor a přikázal obléhacím strojům ostřelovat hradby. Obránci města, jistí si bezvýchodností situace, se pokusily útočit jak na tábor, tak proti strojům s cílem překazit obléhání, avšak bezvýsledně, navíc utrpěli těžké ztráty. Dne 4. května připlulo z Kypru čtyřicet lodí s Jindřichem II. a posilou 700 mužů na palubě, což na krátko pozvedlo upadající morálku obránců. Křižáci se ještě naposledy pokusili o vyjednání s nepřítelem, ale Kálil neměl sebemenší chuť od města odtáhnout a byl rozhodnut jej dobýt. V dalších dnech následovalo zhroucení několika věží a částí zdi v důsledku podkopávání opevnění.

### Útok na město

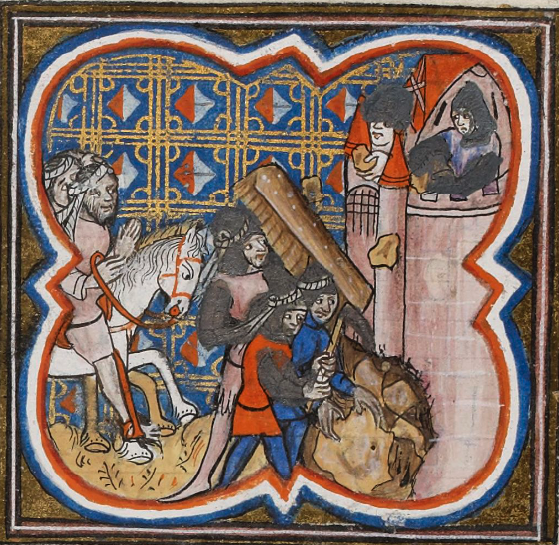
Obléhání Akkonu na středověké miniatuře

Dne 18. května se muslimské vojsko ještě před úsvitem shromáždilo před hradbami k závěrečnému útoku na poslední baštu křižáků ve Svaté zemi. Další vyjednávání skončila nezdarem, protože křižáci odmítli kapitulovat. Za hlasitého zvuku bubnů a trubek se muslimští bojovníci vrhali ke všem částem městských hradeb a v houfech rychle překonávali všechna opevnění, jejichž obrana připadla zejména příslušníkům rytířských řádů. Obranu severního cípu opevnění měli na starost templáři, prostřední část hájili johanité s jejich maršálem Matoušem z Clermontu, údajně velmi chrabrého, a východní části připadly německým rytířům a dalším včetně Amaurymu z Tyru, který velel obraně Zakleté věže. Velmistr templářů Vilém z Beaujeu byl smrtelně raněn při obraně brány svatého Antonína a záhy na to zemřel. Když muslimské oddíly po dlouhém obléhání překonaly vnější i vnitřní obranné hradby, rychle obsadily celé město a měly zabít každého, na koho by narazili. V té době se už mnozí stihli z Akkonu po moři evakuovat, mezi nimi Jindřich II., jeho bratr Amaury a johanitský velmistr Jan z Villiers. Následné nelítostné pouliční boje se zbylými rytíři a jejich pomocnými sbory, se sváděly doslova o každou píď země, měly za následek ještě mnoho prolité krve, ale ta skutečná jatka se měla teprve odehrát, když byl poslední odpor ozbrojenců zlomen a na místě zůstali jen zbylí civilisté a zajatci. Mamlúci rozpoutali krvavou lázeň a neušetřili nikoho, ani staré muže, ženy a děti, které se ještě nestačili z města včas evakuovat. Snad se měli mstít za podobný masakr, který křižáci spáchali před bezmála sty lety na muslimském obyvatelstvu při dobývání Akkonu pod velením Richarda Lvího srdce. Hrstka obyvatel, která měla to štěstí, že vyvázla životem, byla většinou prodána do otroctví. Velká část těchto žen a dívek skončila v harémech emírů.

### Boje o Železný hrad

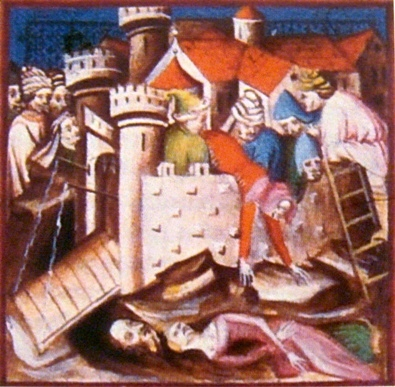
Středověká ilustrace dobývání Akkonu

Když přišla noc 18. května 1291, byl celý Akkon, až na templářský Železný hrad na jihozápadním výběžku města, pod kontrolou sultána Kálila. Přeživší templáři se opevnili spolu se skupinou obyvatel obojího pohlaví v budově řádu, která měla podobu pevnosti. Téměř po celý týden marně odolávali útokům mamlúků. Až když sultán přišel s nabídkou, že předají-li mu pevnost, nechá je bezpečně odejít, přijali jeho nabídku, otevřeli bránu a umožnili emírovi a stovce ozbrojenců vstup. Na hradě již vlála sultánova zástava, když v tom se situace vyhrotila. Mamlúkové porušili sultánův slib a přepadli několik žen a chlapců a pokusili se je odvléci. Na to se templáři opět chopili zbraní, zavřeli brány na závory a vrhli se na mamlúky uvnitř. Pobili všechny muslimské bojovníky do posledního, strhli z věže sultánovu korouhev a přísahali, že jako mučedníci budou odvážně bojovat až do samého hořkého konce. Pod pláštěm noci se jim ještě podařilo naložit řádový poklad na loď a dopravit ho do hradu v Sidonu.
Kálil byl odhodlán zlomit poslední odpor, který mohl pro jeho vojsko znamenat zahanbení. Přestože jeho vojáci byli v drtivé přesile, nevěděl jak přimět zbylé templáře ke kapitulaci. Když dalšího dne znovu přislíbil, že mohou bezpečně odejít, velitelé templářů vyšli ven, kde byli spoutáni a jejich hlavy sťaty mamlúky. Templáři tušili, že sultánovi nemohou důvěřovat, a tak byli více než kdy jindy odhodláni bojovat do posledního muže. Dne 28. května, deset dní po dobytí města, se začaly hroutit hradní zdi a na to sultán rozkázal dvěma tisícům svých nejlepších mužů k útoku na samotný hrad. Zdi nápor nevydržely a hrad se zřítil. Trosky pod sebou zabily poslední obránce Akkonu, ale i elitní útočící jednotky.
Pád Akkonu znamenal konec nadvlády křesťanů ve Svaté zemi. Řád sv. Jana Jeruzalémského přesunul své sídlo na Rhodos a Řád bratří německého domu Panny Marie do Benátek. Rytíři Templu se stáhli do Západní Evropy, zejména do Francie, kde měli nejvíc majetků. Své hlavní poslání rytířské řády ztratily a musely nyní hledat svá působiště jinde. Templáři snad doufali, že se jim ve Francii podaří získat dostatek prostředků a zájemce na další křížovou výpravu. Myšlenka kruciát nezanikla a trvala ještě dlouho poté, ale zájem o Svatou zemi a nákladné časově náročné výpravy za její osvobození byl v Evropě zaměstnané vlastními problémy již nenávratně pryč.